# Кубок мира по волейболу среди мужчин 1995
8-й розыгрыш Кубка мира по волейболу среди мужчин прошёл с 18 ноября по 2 декабря 1995 года в семи городах Японии с участием 12 национальных сборных команд. Обладателем Кубка впервые в своей истории стала сборная Италии.

## Команды-участницы
Япония — команда страны-организатора;
Италия, Нидерланды — по итогам чемпионата Европы 1995;
Китай, Южная Корея — по итогам чемпионата Азии 1995;
Куба, США — по итогам чемпионата Северной, Центральной Америки и Карибского бассейна 1995;
Бразилия, Аргентина — по итогам чемпионата Южной Америки 1995;
Тунис, Египет — по итогам чемпионата Африки 1995;
Канада — по приглашению ФИВБ.

## Система проведения
12 команд-участниц розыгрыша Кубка мира провели однокруговой турнир, по результатам которого определены итоговые места.

## Результаты
| М  | Команда     | 1   | 2   | 3   | 4   | 5   | 6   | 7   | 8   | 9   | 10  | 11  | 12  | И  | В  | П  | С/П   | О  |
| -- | ----------- | --- | --- | --- | --- | --- | --- | --- | --- | --- | --- | --- | --- | -- | -- | -- | ----- | -- |
| 1  | Италия      |     | 3:1 | 3:1 | 3:0 | 3:0 | 3:1 | 3:0 | 3:0 | 3:0 | 3:0 | 3:0 | 3:0 | 11 | 11 | 0  | 33:3  | 22 |
| 2  | Нидерланды  | 1:3 |     | 3:1 | 3:0 | 3:0 | 2:3 | 3:0 | 3:0 | 3:0 | 3:0 | 3:0 | 3:0 | 11 | 9  | 2  | 30:7  | 20 |
| 3  | Бразилия    | 1:3 | 1:3 |     | 3:0 | 3:0 | 3:0 | 3:0 | 3:1 | 3:0 | 3:0 | 3:0 | 3:0 | 11 | 9  | 2  | 29:7  | 20 |
| 4  | США         | 0:3 | 0:3 | 0:3 |     | 3:0 | 3:0 | 3:0 | 3:0 | 3:0 | 3:0 | 3:0 | 3:0 | 11 | 8  | 3  | 24:9  | 19 |
| 5  | Япония      | 0:3 | 0:3 | 0:3 | 0:3 |     | 3:1 | 3:0 | 3:0 | 3:0 | 3:1 | 3:0 | 3:0 | 11 | 7  | 4  | 21:14 | 18 |
| 6  | Куба        | 1:3 | 3:2 | 0:3 | 0:3 | 1:3 |     | 3:2 | 3:0 | 3:1 | 3:0 | 3:0 | 3:1 | 11 | 7  | 4  | 23:18 | 18 |
| 7  | Аргентина   | 0:3 | 0:3 | 0:3 | 0:3 | 0:3 | 2:3 |     | 3:1 | 3:1 | 3:0 | 3:1 | 3:0 | 11 | 5  | 6  | 17:21 | 16 |
| 8  | Южная Корея | 0:3 | 0:3 | 1:3 | 0:3 | 0:3 | 0:3 | 1:3 |     | 3:0 | 1:3 | 3:0 | 3:0 | 11 | 3  | 8  | 12:24 | 14 |
| 9  | Китай       | 0:3 | 0:3 | 0:3 | 0:3 | 0:3 | 1:3 | 1:3 | 0:3 |     | 3:1 | 3:0 | 3:1 | 11 | 3  | 8  | 11:26 | 14 |
| 10 | Канада      | 0:3 | 0:3 | 0:3 | 0:3 | 1:3 | 0:3 | 0:3 | 3:1 | 1:3 |     | 3:2 | 3:0 | 11 | 3  | 8  | 11:27 | 14 |
| 11 | Египет      | 0:3 | 0:3 | 0:3 | 0:3 | 0:3 | 0:3 | 1:3 | 0:3 | 0:3 | 2:3 |     | 3:0 | 11 | 1  | 10 | 6:30  | 12 |
| 12 | Тунис       | 0:3 | 0:3 | 0:3 | 0:3 | 0:3 | 1:3 | 0:3 | 0:3 | 1:3 | 0:3 | 0:3 |     | 11 | 0  | 11 | 2:33  | 11 |

18 ноября
Токио
Аргентина — Китай 3:1 (15:10, 9:15, 15:10, 15:11); Италия — Египет 3:0 (15:5, 15:2, 15:8); Япония — Канада 3:1 (14:16, 15:13, 15:6, 15:7).
Кумамото
Нидерланды — Тунис 3:0 (15:11, 15:4, 15:5); Бразилия — США 3:0 (15:8, 15:13, 15:8); Куба — Южная Корея 3:0 (15:11, 15:2, 15:11).
19 ноября
Токио
Китай — Египет 3:0 (15:7, 15:4, 15:8); Италия — Канада 3:0 (15:3, 15:7, 15:10); Япония — Аргентина 3:0 (15:13, 15:3, 15:10).
Кумамото
США — Тунис 3:0 (15:7, 15:5, 15:9); Куба — Нидерланды 3:2 (7:15, 17:16, 8:15, 15:8, 17:15); Бразилия — Южная Корея 3:1 (15:3, 12:15, 15:3, 15:11).
20 ноября
Токио
Канада — Египет 3:2 (12:15, 16:14, 15:12, 10:15, 15:10); Италия — Аргентина 3:0 (15:4, 15:6, 15:3); Япония — Китай 3:0 (15:4, 15:10, 15:4).
Кумамото
Нидерланды — США 3:0 (15:10, 15:7, 15:6); Южная Корея — Тунис 3:0 (15:9, 15:10, 15:9); Бразилия — Куба 3:0 (15:9, 15:0, 15:9).
22 ноября
Хиросима
Аргентина — Канада 3:0 (15:8, 15:9, 15:8); Италия — Китай 3:0 (15:4, 15:3, 15:2); Япония — Египет 3:0 (15:9, 15:5, 15:8).
Кагосима
Куба — Тунис 3:1 (15:5, 6:15, 15:5, 15:6); Нидерланды — Бразилия 3:1 (17:15, 12:15, 15:7, 17:16); США — Южная Корея 3:0 (15:9, 15:11, 15:13).
23 ноября
Хиросима
Китай — Канада 3:1 (15:10, 15:6, 14:16, 15:13); Аргентина — Египет 3:0 (15:5, 15:5, 15:6); Италия — Япония 3:0 (15:4, 15:6, 15:8).
Кагосима
Бразилия — Тунис 3:0 (15:6, 15:9, 15:12); США — Куба 3:0 (15:10, 15:11, 15:8); Нидерланды — Южная Корея 3:0 (15:4, 15:9, 15:11).
26 ноября
Сэндай
Бразилия - Аргентина 3:0 (15:6, 15:3, 15:4); Южная Корея - Китай 3:0 (15:11, 15:11, 15:5); Япония - Тунис 3:0 (15:3, 15:7, 15:4).
Фукусима
Куба - Канада 3:0 (15:10, 15:6, 15:5); Италия - Нидерланды 3:1 (13:15, 15:6, 15:8, 15:3); США - Египет 3:0 (15:10, 15:8, 15:9).
27 ноября
Сэндай
Нидерланды — Канада 3:0 (15:7, 15:10, 15:1); Египет — Тунис 3:0 (15:3, 17:15, 16:14); Япония — Южная Корея 3:0 (15:6, 15:13, 15:9).
Фукусима
Куба — Аргентина 3:2 (15:13, 8:15, 7:15, 15:13, 18:16); Италия — Бразилия 3:1 (15:9, 10:15, 16:14, 15:8); США — Китай 3:0 (15:7, 15:4, 15:6).
28 ноября
Сэндай
Бразилия — Канада 3:0 (15:5, 15:4, 15:6); Италия — Куба 3:1 (15:12, 7:15, 15:8, 15:3); США — Япония 3:0 (15:7, 15:12, 15:9).
Фукусима
Нидерланды — Аргентина 3:0 (15:7, 15:2, 15:6); Южная Корея — Египет 3:0 (15:10, 15:7, 15:1); Китай — Тунис 3:1 (11:15, 15:7, 15:7, 15:7).
30 ноября
Токио
Канада — Тунис 3:0 (15:12, 15:5, 15:12); США — Аргентина 3:0 (15:11, 15:5, 15:12); Япония — Куба 3:1 (13:15, 15:5, 16:14, 15:7).
Тиба
Италия — Южная Корея 3:0 (15:13, 15:7, 15:10); Нидерланды — Китай 3:0 (15:10, 15:10, 15:3); Бразилия — Египет 3:0 (15:2, 15:6, 15:8).
1 декабря
Токио
Италия — США 3:0 (15:8, 15:5, 15:4); Бразилия — Китай 3:0 (15:4, 15:7, 15:7); Нидерланды — Япония 3:0 (15:3, 15:11, 15:12).
Тиба
Аргентина — Тунис 3:0 (15:12, 15:8, 15:12); Канада — Южная Корея 3:1 (15:9, 8:15, 15:10, 15:10); Куба — Египет 3:0 (15:6, 15:11, 15:4).
2 декабря
Токио
Италия — Тунис 3:0 (15:5, 15:5, 15:9); Куба — Китай 3:1 (14:16, 15:11, 15:12, 15:13); Бразилия — Япония 3:0 (15:3, 15:5, 15:4).
Тиба
США — Канада 3:0 (15:13, 15:10, 15:10); Нидерланды — Египет 3:0 (15:3, 15:9, 15:8); Аргентина — Южная Корея 3:1 (12:15, 16:14, 16:14, 15:11).

## Итоги

### Положение команд
| Италия     | 7. Аргентина   |
| Нидерланды | 8. Южная Корея |
| Бразилия   | 9. Китай       |
| 4. США     | 10. Канада     |
| 5. Япония  | 11. Египет     |
| 6. Куба    | 12. Тунис      |

### Призёры
Италия: Андреа Гардини, Паскуале Гравина, Паоло Тофоли, Самуэле Папи, Марко Браччи, Лоренцо Бернарди, Андреа Дзордзи, Дамиано Пиппи, Андреа Джани, Давиде Беллини, Микеле Пазинато, Вигор Боволента. Главный тренер — Хулио Веласко.
  Нидерланды: Миша Латухихин, Хенк-Ян Хелд, Брехт Роденбург, Гёйдо Гёртзен, Рихард Схёйл, Рон Звервер, Бас ван де Гор, Ян Постума, Олоф ван дер Мёлен, Петер Бланже, Райндер Нуммердор, Роберт ван Эс. Главный тренер — Йоп Алберда.
  Бразилия: Марсело Негран, Кассио Перейра, Джоване Гавио, Маурисио Лима, Жилберто Годой Фильо (Жиба), Фабио Марселино, Антонио Гувея, Макс Перейра, Налберт Битенкур, Алешандре Самуэл, Рейналдо Алвис, Глисон Бернардо. Главный тренер — Жозе Роберто Гимарайнс.

### Индивидуальные призы
MVP:  Андреа Джани
Лучший нападающий:  Бас ван де Гор
Лучший блокирующий:  Джейсон Холдейн
Лучший на подаче:  Ллой Болл
Самый результативный:  Маркос Милинкович

### Олимпийская квалификация
Призёры розыгрыша Кубка мира (Италия, Нидерланды, Бразилия) получили путёвки на Олимпийские игры 1996 года.